# Lingua guambiana
Il guambiano è una lingua nativa americana parlata dai misak (chiamati anche guambiano) nel dipartimento del Cauca, Colombia. Appartiene alla famiglia delle lingue barbacoan.

## Fonologia
Il guambiano ha cinque fonemi vocalici e 17 consonanti, tra i quali si distinguono come peculiari le consonanti retroflesse.
|        | Anteriori | Centrali | Posteriori |
| ------ | --------- | -------- | ---------- |
| Chiuse | i         |          | u          |
| Medie  | e         | ə        |            |
| Aperte |           | a        |            |

|               | Bilabiali | Alveolari | Retroflesse | Palatali | Velari |
| ------------- | --------- | --------- | ----------- | -------- | ------ |
| Nasali        | m         | n         |             | ɲ        |        |
| Occlusive     | p         | t         |             |          | k      |
| Affricate     |           |           | tʂ          | tʃ       |        |
| Fricative     |           | s         | ʂ           | ʃ        |        |
| Laterali      |           | l         |             | ʎ        |        |
| Vibranti      |           | r         |             |          |        |
| Approssimanti |           |           |             | j        | w      |

Le consonanti occlusive e affricate si sonorizzano dopo una nasale o un'alveolare. Inoltre, /p, tʂ, k/ sono realizzate come fricative sonore /β, ʐ, ɣ/ in posizione intervocalica, e come fricative sorde /f, ʂ, x/ in posizione finale. Le consonanti retroflesse sono apicali. La consonante /k/ è palatalizzata davanti a /i/. La consonante /n/ viene realizzata come /m/ davanti a /p/ o /b/, come in italiano.

## Il "Padre nostro" in guambiano
Ñimpe Tiuspa waminchip pѳntrappe, ѳyah chintrikai:

 Namui Mѳskai srѳmpalasrѳ wapik,

 ñui munchipe tapikweintѳ tarѳmara,

 newan tap intik kѳntrun.

 Ñi aship karup pasraipe pirau latrѳpitchap amѳ,

 srѳmpalasrѳ latawei yu piraukucha,

 Ñi maik maramtiik kѳpen,

 treekwei marik kѳntrai.

 Kualѳmmѳrik nam mamik maik palapikwan mѳi tranѳp,

 namui kaik mariilan ulѳ paimѳ,

 pesannatruntrik chip,

 nam namun kaik marѳpelan ulѳ paimѳ,

 pesannawa kѳtrѳmisrѳp lataitѳwei.

 Chikѳpen namun kekѳtrѳsrkѳntraptiik pѳntrѳpene,

 truwane namun ampashmѳtruntrik.

 Masken tru kaikweinukkutrimpe tarѳmartra.

 Kakente, tru aship karup waipa,

 marampurap mariipa, purѳ nuik,

 purѳ tapiipape manakatik Ñuin kѳn chip.
 El Nuevo Testamento en el idioma guambiano de Colombia, 1ª ed., Bogotá, Colombia, Asociación Editorial Buena Semilla, 2000,  p. 16.